# Matteo Guendouzi
Matteo Elias Kenzo Guendouzi Olié (sinh ngày 14 tháng 4 năm 1999) là một cầu thủ bóng đá chuyên nghiệp người Pháp hiện đang thi đấu cho câu lạc bộ Serie A Lazio và đội tuyển bóng đá quốc gia Pháp ở vị trí tiền vệ.

## Thống kê sự nghiệp

### Câu lạc bộ
Tính đến trận đấu chơi vào ngày 11 tháng 7 năm 2018
| Câu lạc bộ          | Mùa giải            | Giải đấu                      | Giải đấu | Giải đấu | Cúp  | Cúp | League Cup | League Cup | Khác | Khác | Tổng cộng | Tổng cộng |
| Câu lạc bộ          | Mùa giải            | Hạng đấu                      | Trận     | Bàn      | Trận | Bàn | Trận       | Bàn        | Trận | Bàn  | Trận      | Bàn       |
| ------------------- | ------------------- | ----------------------------- | -------- | -------- | ---- | --- | ---------- | ---------- | ---- | ---- | --------- | --------- |
| Lorient B           | 2015–16             | Championnat de France Amateur | 6        | 0        | —    | —   | —          | —          | —    | —    | 6         | 0         |
| Lorient B           | 2016–17             | Championnat de France Amateur | 17       | 0        | —    | —   | —          | —          | —    | —    | 17        | 0         |
| Lorient B           | 2017–18             | Championnat National 2        | 1        | 0        | —    | —   | —          | —          | —    | —    | 1         | 0         |
| Lorient B           | Tổng cộng           | Tổng cộng                     | 24       | 0        | 0    | 0   | 0          | 0          | 0    | 0    | 24        | 0         |
| Lorient             | 2016–17             | Ligue 1                       | 8        | 0        | 1    | 0   | —          | —          | —    | —    | 9         | 0         |
| Lorient             | 2017–18             | Ligue 2                       | 18       | 0        | 1    | 0   | 2          | 0          | —    | —    | 21        | 0         |
| Lorient             | Tổng cộng           | Tổng cộng                     | 26       | 0        | 2    | 0   | 2          | 0          | 0    | 0    | 30        | 0         |
| Arsenal             | 2018–19             | Premier League                | 0        | 0        | 0    | 0   | 0          | 0          | 0    | 0    | 0         | 0         |
| Arsenal             | Tổng cộng           | Tổng cộng                     | 0        | 0        | 0    | 0   | 0          | 0          | 0    | 0    | 0         | 0         |
| Tổng cộng sự nghiệp | Tổng cộng sự nghiệp | Tổng cộng sự nghiệp           | 50       | 0        | 2    | 0   | 2          | 0          | 0    | 0    | 54        | 0         |

### Quốc tế
Tính đến ngày 26 tháng 3 năm 2024
| Đội tuyển quốc gia | Năm       | Trận | Bàn |
| ------------------ | --------- | ---- | --- |
| Pháp               | 2021      | 1    | 0   |
| Pháp               | 2022      | 6    | 1   |
| Pháp               | 2023      | 1    | 0   |
| Tổng cộng          | Tổng cộng | 8    | 1   |

### Bàn thắng quốc tế
| # | Ngày                | Địa điểm                                            | Đối thủ | Bàn thắng | Kết quả | Giải đấu |
| - | ------------------- | --------------------------------------------------- | ------- | --------- | ------- | -------- |
| 1 | 29 tháng 3 năm 2022 | Sân vận động Pierre-Mauroy, Villeneuve-d'Ascq, Pháp | Nam Phi | 5–0       | 5–0     | Giao hữu |

## Danh hiệu
Arsenal
- FA Cup: 2019–20

Pháp
- UEFA Nations League: 2020–21[5]
- FIFA World Cup á quân: 2022[6]